# Pseudimbrasia senegalensis
Pseudimbrasia senegalensis är en fjärilsart som beskrevs av Kirby 1892. Pseudimbrasia senegalensis ingår i släktet Pseudimbrasia och familjen påfågelsspinnare. Inga underarter finns listade i Catalogue of Life.